# Őslények kalandorai
Az Őslények kalandorai (eredeti cím: Primeval) egy brit tudományos-fantasztikus televíziós sorozat, amelyet az angol nemzetközi csatorna, az ITV és az Impossible Pictures forgalmaz. A sorozat írója és készítője Adrian Hodges és Tim Haines, aki korábban a Dinoszauruszok, a Föld urai (Walking With Dinosaurs) című sorozat rendezője és producere volt, melyben soha nem látott grafikákkal és vizuális effektekkel mutatta be a mezozoikum élővilágát. Az Őslények kalandorai egy tudósokból és hivatalnokokból álló kis csapat történetét követi nyomon, akik különleges átjárókat, úgynevezett tér-idő anomáliákat fedeznek fel szerte az Egyesült Királyság területén. Ezeken a furcsa időtöréseken keresztül a földtörténeti korok és a távoli jövő teremtményei léphetnek át a jelenbe és veszélyeztethetik az emberiség sorsát.
A sorozatot először az Egyesült Királyságban kezdték el sugározni 2007. február 10-ei premierrel, majd a nemzetközi közönség felé is kiterjedt. Az együtt 13 epizódból álló első és második évad fogadtatása nagyrészt pozitívan záródott és az ország teljes lakosságának több mint a 25%-a, vagyis körülbelül 8 millió fő tekintette meg. A két évadot a BBC America szintén műsorra tűzte 2008. augusztus 9-én, és az amerikai kritikusok felől is pozitív visszajelzés érkezett. A sorozat 10 részes harmadik évadát az ITV 2008. január 30-án jelentette be és 2009. március 28-án kezdte el vetíteni, ami 2009. június 6-án ért véget. A német Pro7 ezeket az epizódokat öt nappal korábban kezdte el sugározni, így az évad premierje 2009. március 23-án volt. Nem sokkal ezután adták le a részeket az Amerikai Egyesült Államokban is 2009. május 16-ai kezdéssel. A harmadik évad után a sorozat vetítését beszüntették, amíg az angol csatornák a következő két évadot is leadják.
2009. szeptember 29-én a készítő ITV, a Watch, az Impossible Pictures, a BBC Worldwide és a német Pro7 megállapodást kötöttek egymás között, miszerint 2011-ben újabb két évad kerül majd bemutatásra. 2010. december 23-án az új sorozat egy 5 részből álló websorozat keretében mutatkozott be először, amit az angol felhasználók a forgalmazó csatorna weboldalán tekinthettek meg, a külföldi nézők pedig a CultFix.com oldala segítségével láthattak. Ezt követően az új évadokból az elsőt 2011. január 1-jén kezdte el sugározni az ITV (ITV1, STV, UTV) az Egyesült Királyságban, majd a BBC America az Egyesült Államok területén. A negyedik évad 7, az ötödik évad 6 epizódból áll, mely utóbbit 2011 májusában vetítette először a Watch, majd 2012 nyarán az ITV1. A készítők álláspontja szerint jelenleg nincs sok esély arra, hogy folytatják az eredeti sorozatot, amióta 2010 novemberében lezárták az ötödik évad készítését. A döntés az ötödik évad nézettségi statisztikái alapján születik meg, de az ITV jelenleg még vár a sorozat törlésével, habár érdektelenségüket mutatja, hogy több, mint egy évvel később, késő délutáni és nem esti időpontban adták le az utolsó évadot. A készítők ennek ellenére szívesen folytatnák a szériát.
Az anomáliák történetének ezzel azonban még nincs vége. 2011. szeptember 15-én a kanadai Space csatorna bejelentett egy saját gyártású spin-off sorozatot. A 13 epizódból álló sorozat új szereplőket vonultat fel és az Őslények kalandorai: Az új világ (Primeval: New World) címet kapta. A kanadai csatornák 2012. október 29-én vetítették először. A sorozat eredeti készítői szintén segítettek a sorozat létrehozásában, ami így co-produkcióként készül az Omni Film Productions és az Impossible Pictures között. Előbbi készítette a hazánkban is népszerű Sanctuary című sci-fi sorozatot, melynek főszereplője, Amanda Tapping is részt vesz néhány epizód rendezésében. A forgalmazók állítása szerint nagy jövője van az epizódonként 70 számítógépes animációval ellátott felvételt és 16 különböző modellt tartalmazó sorozatnak, ami ugyanabban az univerzumban játszódik, mint az eredeti. Ezzel próbálnak majd összefüggéseket vonni a cselekmények között. Külföldön többek között az amerikai SyFy és az angol Watch is bevette a műsorai közé az első évadot, mivel korábban az eredeti forgalmazók közé tartozott, így sugározhatta először az ötödik évadot.

## Cselekmény
Az első évad Nick Cutter professzor (Douglas Henshall) és csapata küzdelmét mutatja be, amint furcsa tér-idő anomáliákat fedeznek fel, amelyek átjáróként működve kapukat képeznek rég kihalt életformák számára. Ezeken az időtöréseken keresztül a régmúlt korok és a távoli jövő élőlényei léphetik át a jelen határát, amivel veszélyeztethetik az emberiség életben maradását. Miután egy furcsa észlelésről szerez tudomást, a professzor úgy dönt, hogy utánajár a Deani erdőt övező legendáknak és laboránsa, Stephen Hart (James Murray), valamint tanítványa, Connor Temple (Andrew-Lee Potts) segítségével próbálja összekapcsolni nyolc évvel ezelőtt eltűnt feleségének esetét a beszámolókkal. Időközben csatlakozik hozzájuk egy kezdő hivatalnok, Claudia Brown (Lucy Brown) is, akivel a professzor különös kapcsolatot kezd létesíteni. A csapat kezd rájönni, hogy többről van szó, mint egyszerű összeesküvésről, ugyanis élő ősállatokat találnak az erdőben. Ekkor csatlakozik hozzájuk Abby Maitland (Hannah Spearritt), aki a helyi állatkertben dolgozik és hívást kapott egy furcsa, gyíkszerű állatról, melyet egy helyi fiú talált. Megtudja, hogy az állat nem repülőgyík, hanem egy ősi repülő hüllő, melyet Abby később háziállatként a gondozásába vesz. Miután a belügyminisztérium is tudomást szerez az ügyről, James Lester (Ben Miller) vezetésével kutatókat és katonákat küldenek az anomáliához. Kiderül, hogy egy 250 millió évvel ezelőtt élt primitív emlősszerű hüllő, a Gorgonopsid is átutazott az időtörésen, valamint a professzor rájön, hogy felesége, Helen Cutter (Juliet Aubrey) az anomáliák miatt tűnt el nyomtalanul. Tom Ryan kapitány (Mark Wakeling) kíséretében a professzor átlép a múltba, de kénytelen szembesülni a ténnyel, hogy felesége már nincs ott. Az idő múlásával újabb anomáliák nyílnak meg és Cutter csapata az egyetlen remény arra, hogy megállítsa ezeket a lényeket. Egyre bizonyosabbá válik, hogy Helen életben van és az anomália túloldalán várja a férjét. Találkozásuk után Helen még többször feltűnik, majd az egyik alkalommal közli, hogy egy jövő anomália is megnyílt a múltban és jövőbeli ragadozók utaztak át oda, onnan pedig a jelenbe. A professzor minden erőfeszítésével azon van, hogy elpusztítsa a lényeket, melyek képesek lennének megváltoztatni a múltat. Megpróbálják megtalálni az anomáliát, de próbálkozásaik eredményeként Ryan kapitányt és csapatát lemészárolják a lények. Csak Cutter és felesége élik túl az incidenst. Visszatérésükkor rájönnek, hogy a múlt megváltozott és Claudia Brown meg sem született. Helen közli, hogy viszonya volt Stephennel, majd távozik az anomálián át, Cutter pedig rémülten veszi tudomásul, hogy egy másik világba tért vissza...
A második évad közvetlenül folytatja az első drámai cselekményét, amint a professzor rájön, hogy Claudia Brown eltűnt és a világ megváltozott. Claudia feladatkörét Lester "talpnyalója", Oliver Leek (Karl Theobald) tölti be. A belügyminisztérium helyett az Anomália Kutató Központ (AKK) szolgál a csapat bázisaként. Stephen megpróbál kibékülni régi barátjával, miközben rájönnek, hogy az anomáliák interferenciát hoznak létre minden egyes megnyíláskor. Ezt kihasználva Connornak sikerül építenie egy érzékelőt, ami 24 órán át figyeli az Egyesült Királyság területét és jelez, ha anomália nyílik meg. Mikor a professzor már feladná, hogy visszaváltoztassa a múltat, megjelenik Claudia Brown alternatív énje Jenny Lewis személyében, aki a központ PR hivatalnoka. Connorra eközben rátapad egy Caroline Steel (Naomi Bentley) nevű lány, akit Leek bérelt fel, hogy figyelje, feltartsa és leinformálja őket. Mikor Connor végül mit sem sejtve szakít vele, egy okos terv részeként elrabolja Rexet, a repülő hüllőt. Azonban Leek nemcsak Carolinet bérelte fel. Egy lény által megsebesített bevásárlóközponti takarítót is a csapat megfigyelésére küld, akit csak "A Takarító" (Tim Faraday) néven ismerünk és zsoldosként álcázza magát a katonák között. Jelenléte elkezd szemet szúrni Cutternek és gyanakodni kezd, hogy valaki, valószínűleg Lester, figyeli és feltartja a munkájukat. Egy furcsa anomália riasztás után Cutter és Connor rájön, hogy ez a valaki szabotálja az anomáliából érkező jeleket. Connor ezért hamis riasztást generál, hogy tőrbe csalják az árulót. A csapdába azonban az ártatlan Jenny esik bele, de elárulja, hogy Leek küldte, aki előre sejtette, hogy Cutter gyanakodni fog. A bűnösnek hitt Lester eközben magától szembesül az áruló kilétéről, amikor Leek a kiürült központban ráküld egy jövőbeli ragadozót. Ez a faj ölte meg Ryan kapitány katonáit az első évadban, de még mielőtt Lester is csatlakozna az áldozatok közé, megmenti őt egy korábban befogott lény. Az állatot egy idegrendszert felülíró kapocs segítségével irányította Leek. Stephen továbbra is élénk kapcsolatot tart Helennel, aki anomáliáról anomáliára utazik és meglepő módon több köze van a szabotázshoz, mint azt Stephen hinné. Cutter tudomást szerez volt felesége és egykori barátja viszonyáról. Leek terve kezd beválni, a csapat elkezdett széthullani. Ugyan Lester és katonái próbálják elfogni Leeket, mégis a Rexet kereső Cutter, Connor, Abby és Jenny ütközik bele a férfiba. Ekkor derül csak ki, hogy Leek az elmúlt évek alatt lények tucatjait fogta be, köztük több jövőbeli ragadozót. Minden egyes észlelt anomáliából sikerült befognia és most egy elrejtett épületben tartja őket. Leek ezzel a világ legbefolyásosabb emberévé akar válni és, hogy bizonyítsa hatalmát, különböző lényeket szándékozik szabadon engedni zsúfolt területeken. Mindezt azonban nem Leek, hanem végig Helen irányította. Ő adta Leek kezébe a jövő technikáját, hogy uralja a jövőbeli ragadozó ösztöneit. Még Caroline sem tudott az ügyről, de amikor meg akarta tudni az igazat, őt is Connorék mellé zárták. Miután sikerül megszökniük Rexxel együtt, Lester végre tudomást szerez Leek valódi hollétéről. Leek végül a saját maga által irányított ragadozók által hal meg, amikor Cutter az utolsó pillanatban zárlatossá teszi az ösztönüket elnyomó készüléket. A többi lény viszont még mindig szabadon pusztít és bármikor kijuthat az épületből. Cutter ezután találkozik a Helen által elcsábított Stephennel, aki végleg elveszti a nő iránt táplált viszonyát. Stephen végül saját magát áldozza föl barátaiért és a ragadozók elé vetve magát, bezárja őket egy közös terembe, ahol később egymást is széttépik. Mindeközben Helen újból megszökik...
A harmadik évadban Cutter megtalálta Stephen utódját a csapatban, Beckert (Ben Mansfield). Időközben Lesternek újabb fenyegetéssel kellett foglalkoznia Christine Johnson (Belinda Stewart-Wilson)személyében, aki a katonai hivatalban dolgozott és úgy vélte, hogy az anomáliákon átjövő lényeket katonai célokra kellene felhasználni. Sarah Page (Laila Rouass) segítségével, aki a British Múzeumban dolgozott, Cutter elkezdi felderíteni, hogy az anomáliák között rendszer figyelhető meg, így megjósolhatóak, mikor és hol jelennek meg. Cutter visszaszerzi a leletet Helentől, de közben meghal, ám annyi ideje még maradt, hogy elmondja Connornak, az fontos. Cutter helyére Johnson állít jelölteket, melyek mind hozzá hűek, de Lester egyiket sem választja. Feltűnik Danny Quinn (Jason Flemying), akkor még rendőrségi nyomozóként, aki az öccse halálát kutatja. Kiderül, hogy egy anomálián átjött lény ölte meg, ezért csatlakozni akar az ARC-hoz. Ez Lester engedélyével meg is történik, így Cutter helye be lett töltve. Connor és Abby egyre közelebb kerülnek egymáshoz. Helen visszatér az évad végén és felfedi a szerkezetet, amivel tetszés szerint nyithat és zárhat be anomáliákat. Connor Abbyvel és Quinnel utána mennek a jövőbe, majd felfedezik Helen valódi szándékát. El akarja tüntetni az emberiséget az első humanoidok kiirtásával. Connor Abbyvel a kréta időszakban reked, míg Quinn követni tudja Helent egy másik anomálián keresztül a Pliocénba. Oda követte egy raptor, ami megölte Helent, így az emberiség megmenekült. Quinn nem tudott visszajutni a kréta időszakba Connorékhoz, mert bezárult az anomália.
A negyedik évad egy év eltelte után játszódik. Az egy év alatt kutatócsapatokat indítottak Connorék felkutatására Becker vezetésével. A kutatás során Sarah meghal. Az ARC-ot újraépítik a legmodernebb felszerelésekkel és egy új csapatot állítanak fel Beckerrel. A csapat vezetőjének Matt Anderson-t (Ciarán McMenamin)jelölik ki, aki rengeteg titokkal rendelkezik. Jess Parker (Ruth Kearney)lesz a terpre kijáró csapat koordinátora. Az állam úgy gondolta, több pénzt kell szerezni az ARC működéséhez, ezért Philip Burton (Alexander Siddig)mint befektető is tagja lesz az ARC-nak. Abby és Connor visszatérnek a jelenbe, mert egy raptor fészkében megtalálják azt a kézi anomáliavezérlőt, amit Helen ejtett el, mielőtt átment a pliocénba. Egy Spinosaurus követte őket az anomálián keresztül, majd a gyomrába kerül az anomáliavezérlő és ott nyílik ki az anomália, ami beszippantja, így eltűnik végleg a szerkezet. Abbyéket nem akarják foglalkoztatni az ARC-ban, mert olyan szabályt hoztak, hogy csak katonai előképzéssel lehet ott dolgozni. Lester kiáll értük, hogy ezt a szabályt jóval az után hozták, hogy megalakult az első csapat és az óta nem lettek kirúgva sem, így rájuk nem vonatkozik. Ezzel visszakerültek a csapatba. Egy anomálián keresztül érkezik két nő és egy férfi. Az egyik nő meghal. A másik nőt, Emily Merchant-ot (Ruth Bradly) Matt bújtatja, míg a férfi Ethan Dobrowski (Jonathan Byrne) vadászik rá. Ethan káoszba akarja taszítani a jelent bosszúból, mert hagyták az öccsét meghalni.

## Szereplők
Az első évad eredetileg egy öttagú kutatócsapat munkáját követte nyomon, akikhez később a brit kormány és a belügyminisztérium is csatlakozott, miután rejtélyes tér-idő anomáliákat fedeztek fel Londonban és környékén. Az évad utolsó részében történt változások miatt a második évadra több új szereplő is csatlakozott a csapathoz, mivel egy külön kutatóközpontot építettek az anomáliák megállítására és tanulmányozására. Ez a kutatóközpont csak az alternatív idősíkon létezik, amit Cutter professzor élete végéig próbál visszaváltoztatni. A harmadik évadban az eredeti csapat néhány fontos szereplője végleg távozott a sorozatból (többek között Cutter professzor is). Ezek helyét új karakterek töltötték be. Ebben az évadban a csapat ellenségeinek száma is megnőtt, mivel rengetegen próbáltak hozzájutni a központhoz és a világ történetének összes anomáliát megmutató lelethez. A negyedik évadban újabb karakterek jelennek meg.
- Nick Cutter professzor (Douglas Henshall) – Az evolúció biológiájának professzora és a kutatócsapat első vezetője. Cuttert saját felesége, Helen lövi le a 3. évad 3. epizódjában, miután egy bevásárlóközponti takarító klónjai és a professzor tökéletes fotokópiája segítségével megtámadta a kutatóközpontot. Helen azt gondolta, hogy Cutter volt a jövő megromlásának és az emberiség kipusztulásának a közvetlen okozója. Évekkel felesége eltűnése után Cutter megismerkedett Claudia Brownnal, akit az idősík megváltozása miatt elveszített. Nem sokkal ezután találkozott Claudia alternatív megfelelőjével, Jenny Lewisszal, akivel haláláig romantikus kapcsolatot ápolt.
- Danny Quinn (Jason Flemyng) – Egy volt rendőrtiszt, aki 14 évvel ezelőtt a barátjával és a fivérével betört egy elhagyatott házba, de a testvérét megölte egy álcázó képességgel rendelkező jövőbeli főemlős (a ma élő fülesmakifélék leszármazottja), amely a sorozat szerint a Gremlin legendájának a valós alapja. Dannyt Cutter halála után, Jenny tanácsára Lester kinevezi a csapat vezetőjének. A 3. évad 10. részében Danny a pliocén korban ragad és egyetlen esélye, hogy Connor és Abby megtalálják a Helen által hátrahagyott érzékelőt.
- Stephen Hart (Őslények kalandorai) (James Murray) – Cutter professzor laboratóriumi technikusa, asszisztense, valamint személyi testőre. Stephen a 2. évad utolsó részében feláldozza magát az Oliver Leek által befogott őslényeknek, hogy Nick és Helen megmeneküljön.
- Connor Temple (Andrew-Lee Potts) – Cutter egykori tanítványa. A csapatban a kutatás, az informatikai rendszerezés és a logisztika specialistája. Cutter professzor halálakor Connort bízza meg azzal, hogy kiderítse, hogy mire való a jövőben talált lelet. A harmadik évad végén Abbyvel együtt a kora kréta időszakban maradnak.
- Claudia Brown és Jenny Lewis (Lucy Brown) – Az első évadban Claudia Brown volt a kutatócsapat kormányzati összekötője és a belügyminisztérium egyik hivatalnoka, de a 6. részben az idősík változásai miatt eltűnt. A 2. évad első részében azonban megjelenik Claudia alternatív megfelelője, Jenny Lewis, aki az Anomália Kutató Központ PR hivatalnoka. A 3. évad 5. epizódjában Jenny kilép a csapatból, miután sikeresen újraélesztették egy jövőből érkező gyilkos gomba támadása után, ami az élőhalottak legendáját alapozta meg. A színésznő visszatér az Őslények kalandorai 4. évadába is, de még nem tudni, hogy melyik karakter szerepében.
- Abby Maitland (Hannah Spearritt) – Herpetológus és állatgondozó asszisztens a Wellingtoni állatkertben. Az első évad elején csatlakozik Cutter kutatócsapatához, miután talál egy őskori repülőgyíkot (a sorozatban a Rexy nevet kapja), amit később a gondozásába vesz. Később összejön a neki folyamatosan bizonyító Connorral.
- Sarah Page (Laila Rouass) – Egy egyiptológus, aki a 3. évadban Cutter tanácsára csatlakozik a kutatócsapathoz. Az ő munkája, hogy megfejtse az ősi mítoszok és legendák eredetét és az akkoriban megnyílt anomáliák élőlényeinek kapcsolatát az emberi civilizációkkal. A színésznő nem fog visszatérni a 4. évadba, mivel több időt szeretne tölteni 3 éves lányával, Inezzel.
- Becker kapitány (Ben Mansfield) – A Special Forces egyik katonája, akit arra jelöltek ki, hogy segítsen megvédeni Cutter kutatócsapatát a potenciális veszélytől.
- Helen Cutter (Juliet Aubrey) – Paleontológus és Cutter nyolc éve eltűnt felesége, aki később a csapat egyik ellensége lesz. Helent egy raptor taszítja le egy szikláról a 3. évad utolsó részében, amikor megpróbálja eltörölni az emberi fajt a civilizáció bölcsőjének nevezett Nagy-hasadékvölgyben, hogy a jövőben ne tudjanak kifejlődni az emberiséget is kiirtó ragadozók.
- James Lester (Ben Miller) – A kutatócsapat főnöke, a belügyminisztérium egyik hivatalnoka és a kutatóközpont adminisztrátora. A kritikusok szerint Lester a sorozat egyik legviccesebb karaktere.
- Tom Ryan (Mark Wakeling) – A különleges osztag kapitánya, korábbi SA kém. Az első évad utolsó részében megöli egy jövőbeli ragadozó.
- Christine Johnson (Belinda Stewart-Wilson) – A katonai szervezet vezetője. Akadémikusan képzett a tudományokban, azon belül leginkább a matematikában. Az apja egy vasárubolt tulajdonosa volt és hűséges liberális támogató lett a helyi politikában és városatya lett. Egy bomba robbanása magával vitte a másik lányával együtt. Ez Christine-t nagyon megviselte. Fő célja, hogy az ARC-ot irányítása alá vonja.
- Matt Anderson (Ciarán McMenamin) – Zoológus és az anomáliakutató csapat vezetője a 4. évadban. Sötét múlttal rendelkezik, de kiváló CV-je tartalmazza a katonai szolgálatot és a hősiességért járó kitüntetést. Megmászta az Everestet. Összetett személyesség és a múltját a 4. évad fogja felfedni előttünk.
- Jess Parker (Ruth Kearney) – Csapatkoordinátor. Bár fiatal, bemutatja a szervezet hatékonyságát, a küldetések számára biztos hátteret igyekszik teremteni.
- Philip Burton (Alexander Siddig) – Tudós, befektető. Legalább olyan jó befektető, mint tudós. Fő érdekei az anomáliák megértésében és irányításában gyökereznek.
- Emily Merchant (Ruth Bradly) – Egy a viktoriánus kórból származó anomália-utazócsoport tagja. Vissza kíván térni a saját korába, de addig segíteni igyekszik az ARC-nak.
- Ethan Dobrowski (Jonathan Byrne) – Együtt érkezett egy anomálián keresztül Emilyvel. Ő is Emily volt csapatának a tagja. 1902-ben egy Oroszországban élő anarchista volt, aki meggyilkolt legalább féltucat embert. Sokat tud az anomáliákról és bosszút akar állni az emberiségen öccse halála miatt.

## Fordítás
- Ez a szócikk részben vagy egészben  a   Primeval című angol Wikipédia-szócikk fordításán alapul.  Az eredeti cikk szerkesztőit annak laptörténete sorolja fel. Ez a jelzés csupán a megfogalmazás eredetét és a szerzői jogokat jelzi, nem szolgál a cikkben szereplő információk forrásmegjelöléseként.